# 시노비가미
시노비가미(일본어: シノビガミ 시노비가미[*])는 일본의 모험기획국에서 만든 TRPG 작품이다.

## 개요
가와시마 도이치로가 고안한 범용 TRPG 시스템 주사위 픽션(サイコロ・フィクション 사이코로·휘쿠숀[*])을 사용하여 만들어진 두 번째 작품. 플레이어는 닌자가 되어 현대의 일본을 주요 무대로 삼아 모험을 한다. 플레이어 캐릭터는 각자 비밀을 가지고 있으며, 서로간의 비밀을 찾아가는 것이 전개를 좌우하도록 되어 있다. 플레이어 캐릭터 사이에 대립되는 비밀이 있을 경우, PVP 상황에도 들어갈 수 있다.

## 같이 보기
- 테이블 롤플레잉 게임
- 닌자